# Campionati mondiali di ginnastica artistica 2006 - Concorso individuale femminile
Il concorso generale individuale femminile dei 39° Campionati Mondiali si è svolto ai NRGi Arena di Aarhus, Danimarca. L'italiana Vanessa Ferrari vince la medaglia d'oro del concorso con 61,025 punti. È la prima volta che una ginnasta azzurra vince il titolo mondiale.

## Vincitrici
| Oro                    | Argento                 | Bronzo                |
| Vanessa Ferrari Italia | Jana Bieger Stati Uniti | Sandra Izbașa Romania |

## Risultati
| Pos.    | Ginnasta            | Nazione        | Attrezzo  | Attrezzo  | Attrezzo | Attrezzo     | Totale |
| Pos.    | Ginnasta            | Nazione        | Volteggio | Parallele | Trave    | Corpo libero | Totale |
| ------- | ------------------- | -------------- | --------- | --------- | -------- | ------------ | ------ |
| Oro     | Vanessa Ferrari     | Italia         | 14 800    | 15 825    | 14 900   | 15 500       | 61 025 |
| Argento | Jana Bieger         | Stati Uniti    | 14 725    | 15 350    | 15 300   | 15 375       | 60 750 |
| Bronzo  | Sandra Izbașa       | Romania        | 15 025    | 14 225    | 15 475   | 15 525       | 60 250 |
| 4       | Steliana Nistor     | Romania        | 14 275    | 15 275    | 15 800   | 14 600       | 59 950 |
| 5       | Daria Joura         | Australia      | 14 500    | 15 100    | 15 000   | 15 275       | 59 875 |
| 6       | Pang Panpan         | Cina           | 14 025    | 15 425    | 14 800   | 15 425       | 59 675 |
| 7       | Hollie Dykes        | Australia      | 14 350    | 14 975    | 15 625   | 14 550       | 59 500 |
| 8       | Elizabeth Tweddle   | Regno Unito    | 14 550    | 14 700    | 14 950   | 15 250       | 59 450 |
| 9       | Oksana Chusovitina  | Germania       | 15 000    | 14 700    | 14 375   | 14 875       | 58 950 |
| 10      | Ashley Priess       | Stati Uniti    | 14 450    | 15 425    | 15 325   | 13 600       | 58 800 |
| 11      | Isabelle Severino   | Francia        | 14 600    | 14 100    | 14 925   | 15 000       | 58 625 |
| 12      | Zhou Zhuoru         | Cina           | 14 300    | 15 150    | 14 425   | 14 700       | 58 575 |
| 13      | Alina Kozich        | Ucraina        | 14 500    | 13 875    | 15 175   | 14 650       | 58 200 |
| 14      | Laura Campos        | Spagna         | 14 825    | 14 550    | 14 575   | 14 150       | 58 100 |
| 15      | Mayu Kuroda         | Giappone       | 13 400    | 15 550    | 15 100   | 13 925       | 57 975 |
| 16      | Elyse Hopfner-Hibbs | Canada         | 13 950    | 14 325    | 15 125   | 14 300       | 57 700 |
| 16      | Lenika de Simone    | Spagna         | 13 725    | 14 900    | 14 650   | 14 425       | 57 700 |
| 18      | Ariella Käslin      | Svizzera       | 13 575    | 14 675    | 15 075   | 14 350       | 57 675 |
| 19      | Anna Pavlova        | Russia         | 14 925    | 13 900    | 14 225   | 14 575       | 57 625 |
| 20      | Katheleen Lindor    | Francia        | 14 450    | 14 125    | 14 725   | 14 300       | 57 600 |
| 21      | Daniele Hypólito    | Brasile        | 13 750    | 14 150    | 14 575   | 14 700       | 57 175 |
| 22      | Dariya Zgoba        | Ucraina        | 13 650    | 15 600    | 14 075   | 13 600       | 56 925 |
| 23      | Hong Su Jong        | Corea del Nord | 15 700    | 13 350    | 13 275   | 13 750       | 56 075 |
| 24      | Kristina Pravdina   | Russia         | 13 675    | 13 275    | 14 850   | 13 725       | 55 525 |